# 오클랜드 아레나
오클랜드 아레나(영어: Oakland Arena)는 미국 캘리포니아주 오클랜드에 위치한 실내 경기장이다. 과거 NBA 골든스테이트 워리어스, ABA 오클랜드 오크스, NHL 오클랜드 실스, 캘리포니아 골든 실스, 새너제이 샤크스의 홈경기장으로 사용했다. 2006년 오라클과의 명명권 계약으로 현재의 명칭으로 바뀌었다. 바로 옆에 있는 과거 MLB 오클랜드 애슬레틱스 홈구장이였던 오클랜드 콜리시엄이 있다.
| NBA 올스타전 개최 경기장 |                              |          |
| 1999년                   | 2000년 더 아레나 인 오클랜드 | 2001년   |
| 파업으로 인해 미개최     | 2000년 더 아레나 인 오클랜드 | MCI 센터 |
|                          |                              |          |
|                          |                              |          |